# Jean-Marie Nicolas Bralle
Jean-Marie Nicolas Bralle, né le 24 février 1785 à Paris où il est mort le 17 juin 1863, est un peintre français.

## Biographie

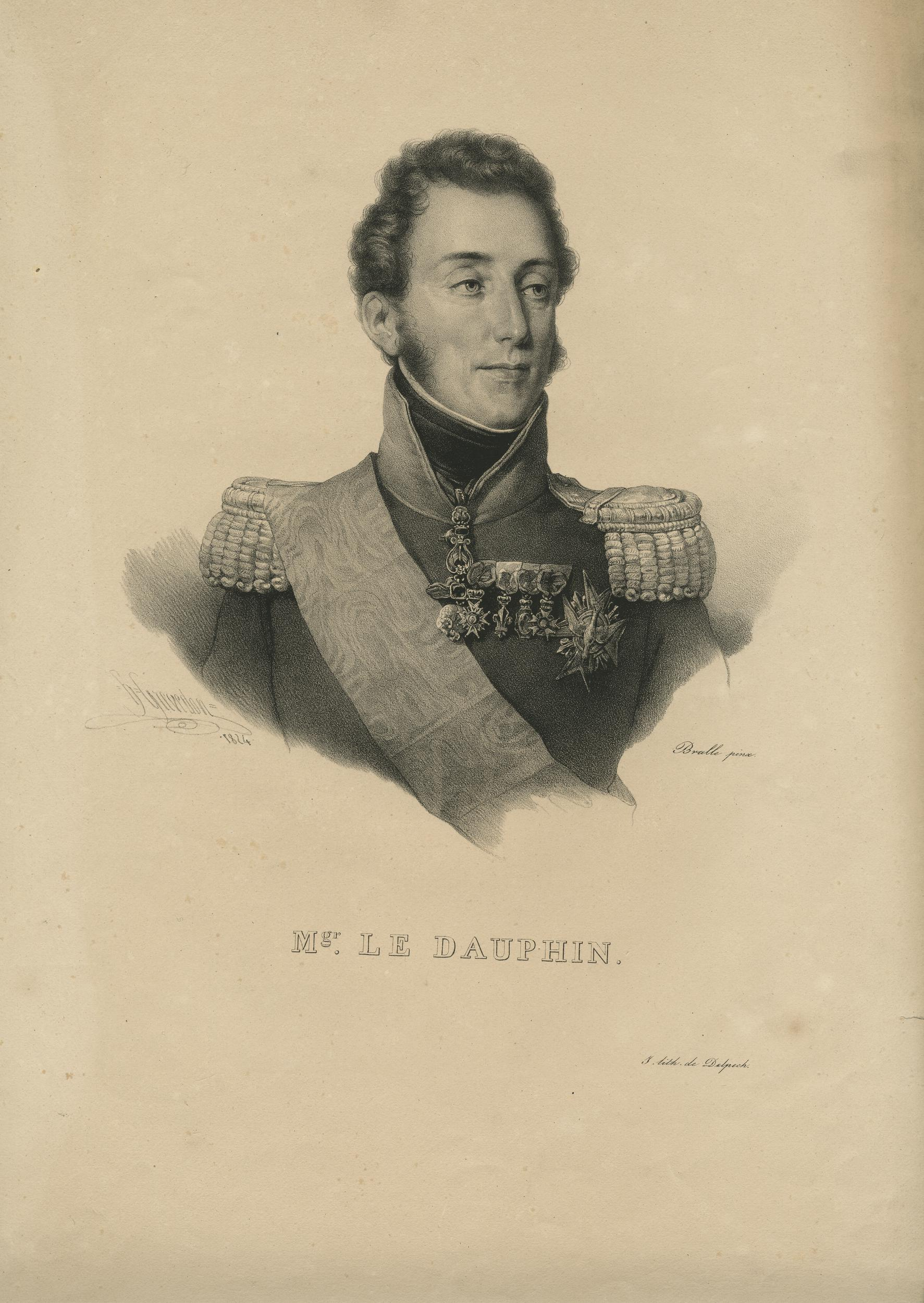
Louis Antoine de Bourbon, Duc d'Angoulême, d'après un portrait de Jean-Marie Nicolas Bralle, proposé au Salon de 1817.

Jean-Marie Nicolas Bralle est le fils de Nicolas Bralle (1753-1827), référendaire à la cour des comptes, et de Marie Théodore Gilles. 
Élève de Pierre-Paul Prud'hon, il expose au Salon de 1810 à 1851.
En 1832, il épouse à Bougival Virginie Caroline Hortense Lafitte-Tacot (1800-1866).
Peintre d'histoire à ses débuts, il peint surtout des portraits.
Il meurt à Paris à l'âge de 78 ans.